# Нагорний (Топчихинський район)
Наго́рний (рос. Нагорный) — селище у складі Топчихинського району Алтайського краю, Росія. Входить до складу Красноярської сільської ради.

## Населення
Населення — 10 осіб (2010; 22 у 2002).
Національний склад (станом на 2002 рік):
- росіяни — 100 %